# Electroquímica cuántica
La electroquímica cuántica es la disciplina científica que aplica el conocimiento de electrodinámica y mecánica cuántica en el ámbito electroquímico. La escuela científica de la electroquímica cuántica comenzó a formarse en los años 1960s por Revaz Dogonadze. En términos generales, el campo comprende nociones que surgen de la electrodinámica, mecánica cuántica y electroquímica; más específicamente, la electroquímica cuántica es la aplicación de las herramientas de la mecánica cuántica tales como la teoría del funcional de la densidad al estudio de procesos electroquímicos, incluyendo transferencia de electrones en los electrodos. Incluye también modelos tales como la Teoría de Marcus.

## Historia y contribuyentes
El primer desarrollo de la electroquímica cuántica es algo difícil de precisar. Esto no es muy sorprendente, debido a que el desarrollo de la mecánica cuántica a la química puede ser resumido como la aplicación de modelos de la teoría de onda cuántica a átomos y moléculas. Siendo este el caso, la electroquímica, que está particularmente relacionada con los estados electrónicos de algún sistema particular, está ya, por su propia naturaleza, ligado al modelo mecanocuántico del electrón en química cuántica. Entre los proponentes de la electroquímica cuántica estuvieron Revaz Dogonadze y sus colaboradores. Ellos desarrollaron uno de los primeros modelos mecanocuánticos para las reacciones de transferencia de protones en sistemas químicos. Dogonadze es un promotor de la electroquímica cuántica, y formó una escuela de verano internacional de electroquímica cuántica con sede en Yugoslavia. Otro contribuyente importante es Rudolph A. Marcus, quien ganó el Premio Nobel de Química en 1992 por su teoría de las reacciones de transferencia de electrones en sistemas químicos.